# Peter Higgs
Peter Ware Higgs (Bristol, 29 mei 1929 – Edinburgh, 8 april 2024), FRSE, FRS, was een Brits natuurkundige. Hij bekleedde een persoonlijke leerstoel in de theoretische natuurkunde aan de Universiteit van Edinburgh. In 2013 won hij samen met François Englert en Robert Brout de Nobelprijs voor de Natuurkunde en in 2015 werd hem de Copley Medal toegekend, de oudste wetenschapsprijs ter wereld.

## Biografie
Peter Higgs werd geboren in Bristol als zoon van een Engelse vader en een Schotse moeder. Zijn vader was als geluidstechnicus werkzaam bij de BBC. Als gevolg van astma in zijn kindertijd, samen met het feit dat de familie veelvuldig verhuisde vanwege het werk van zijn vader en later de Tweede Wereldoorlog werd Higgs met name thuis bijgeschoold.
In Bristol bezocht hij van 1941 tot 1946 de Cotham Grammar School, waar hij werd geïnspireerd door het werk van een oud-student, Paul Dirac, grondlegger op het gebied van de kwantummechanica. Aansluitend ging Higgs naar de City of London School en in 1947 naar King's College London waar hij in 1954 promoveerde in de moleculaire fysica. Vervolgens had hij wisselende onderwijspositie in Edinburgh en Londen. In 1980 verkreeg hij een persoonlijke leerstoel van theoretische fysica in Edinburgh.
Higgs werd vooral bekend door zijn postulaat van spontane lokale symmetriebreking in de theorie van de zwakke en elektromagnetische wisselwerking, waarmee hij in op 15 september 1964 de herkomst van de massa van elementaire deeltjes in het algemeen en die van de W- en Z-bosonen in het bijzonder verklaarde. Dit zogenaamde higgsmechanisme voorspelt het bestaan van een nieuw deeltje, het higgsboson of Brout-Englert-Higgsdeeltje. Enkele weken eerder al, op 31 augustus hadden de Belgische natuurkundigen Robert Brout en François Englert, onafhankelijk van Higgs paper, een gelijkaardige hypothese gepubliceerd. Door omstandigheden raakte de naam higgsboson (of godsdeeltje) in de populaire media wijd verspreid. In wetenschappelijke kringen spreekt met echter wel consequent over Brout-Englert-Higgsdeeltje.
Op 4 juli 2012 werd bekendgemaakt dat met behulp van de Large Hadron Collider een deeltje was ontdekt waarvan de massa overeenkomt met die van het higgsboson. Hoogstwaarschijnlijk gaat het hier om het betreffende deeltje. Maar ook daarvoor werd het higgsmechanisme reeds algemeen aanvaard als een belangrijk ingrediënt van het zogenaamde standaardmodel van de deeltjesfysica. Higgs bedacht het naar hem vernoemde mechanisme in 1964 tijdens een voettocht door de Cairngorm Mountains in het noordoosten van Schotland. Bij terugkeer in zijn laboratorium verklaarde hij ervan overtuigd te zijn dat hij tijdens die bergwandeling het "ene grote idee" van zijn leven gewaargeworden was.
Als erkenning voor zijn werk heeft Peter Higgs talrijke onderscheidingen in ontvangst mogen nemen, waaronder de Diracmedaille van het International Centre for Theoretical Physics en de Prijs voor uitmuntende bijdragen aan de theoretische natuurkunde van het Britse Institute of Physics. In 1997 werd hij onderscheiden met de Prijs voor Hoge-energie- en Deeltjesfysica van de European Physical Society, in 2004 met de Wolfprijs voor Natuurkunde en in 2013 de Nobelprijs voor Natuurkunde, samen met François Englert en Robert Brout.  Hij was een van de 65 leden van de Orde van de Eregezellen van het Verenigd Koninkrijk.
Higgs overleed op 94-jarige leeftijd.